# Love Yourself: Her
Love Yourself: Her (Love Yourself 承 Her?, Love Yourself "seung" HerLR) è il quinto EP del gruppo musicale sudcoreano BTS, pubblicato il 18 settembre 2017.

## Antefatti e pubblicazione
Le promozioni per l'uscita di Love Yourself: Her sono iniziate il 10 agosto 2017 con una serie di poster dedicati a quattro cortometraggi drammatici che sono stati caricati sul YouTube dal 15 al 18 agosto, mentre il 21 agosto è stato annunciato che il gruppo stava preparando un nuovo EP. Il 4 settembre è stato distribuito un trailer consistente nel brano Serendipity, la traccia introduttiva cantata solo da Jimin. La tracklist, composta da nove brani, è stata resa nota il 12 settembre.
Due video teaser per l'apripista DNA sono stati caricati online il 14 e il 15 settembre. L'EP è uscito il 18 settembre in quattro versioni (L, O, V ed E), ciascuna con uno stile grafico diverso; in concomitanza è stato distribuito anche il video musicale di DNA, che ha raggiunto 21 milioni di visualizzazioni in ventiquattr'ore, diventando il primo video musicale di un gruppo K-pop a superare i 20 milioni in tale lasso di tempo.
I BTS hanno tenuto una conferenza stampa quattro ore prima dell'uscita ufficiale dell'album, oltre ad una trasmissione speciale in diretta sull'applicazione V Live dopo la pubblicazione. Il 21 settembre il canale Mnet ha trasmesso un concerto in diretta durante il quale il gruppo si è esibito in brani vecchi e nuovi. La prima esibizione promozionale televisiva è avvenuta il giorno successivo a Music Bank.
Il 7 dicembre 2022 è stata pubblicata un'edizione LP. Si tratta del primo album del gruppo ad essere registrato su vinile.

## Descrizione
Her è il primo disco della serie Love Yourself e, nel suo arco narrativo, che segue la struttura del kishōtenketsu, rappresenta lo "sviluppo" e descrive la gioia e la felicità dell'innamorarsi.
Musicalmente, la prima metà dell'album rappresenta la trasformazione dei BTS in un gruppo pop, mentre le tre canzoni che seguono Skit: Billboard Music Awards Speech rimandano alle loro radici nell'hip hop. Intro: Serendipity imposta il tono del disco, più leggero rispetto a quello delle opere precedenti, e parla di un primo incontro fortuito che ha portato all'inizio di una storia romantica, riutilizzando il tropo dell'amore fatale perfetto che genera dinamiche interpersonali malsane, in cui i propri sentimenti devono ricevere il permesso dall'oggetto del proprio affetto. DNA narra invece di un amore "in piena fioritura". Best of Me è scritta in collaborazione con Andrew Taggart dei Chainsmokers. Dimple è una traccia romantica eseguita dai quattro cantanti dei BTS (Jin, Jimin, V e Jung Kook), che descrive il batticuore provocato da delle fossette. Pied Piper è un pezzo nu-disco che mette in guardia dall'ossessione per la propria celebrità preferita, mentre Go Go parla di come i giovani riescano a godersi il momento nonostante vivano con poche aspettative e limitate disponibilità economiche, criticando contemporaneamente le generazioni più anziane che rimproverano la leggerezza della gioventù pur ignorandone le circostanze. Mic Drop tratta del loro successo globale con spavalderia, mentre Outro: Her, eseguita da RM, Suga e J-Hope, illustra il doppio volto dell'amore come qualcosa fatto sia di gioia che di dolore, e le sue due facce sono narrate da versi come "Forse per te io sono sia amore che odio, sia paradiso che inferno, sia orgoglio che umiliazione".
Il disco fisico contiene due tracce fantasma, Skit: Hesitation and Fear e Sea. Nel testo di quest'ultima, i BTS usano l'oceano e il deserto come metafore, rispettivamente, della speranza e della disperazione che sperimentano mentre perseguono i loro sogni di artisti K-pop, narrando le difficoltà avute nel periodo del loro debutto a causa della competizione con artisti di agenzie più grandi. Il ritornello cita il romanzo 1Q84 di Haruki Murakami, ripetendo continuamente "dove ci sono speranze, ci sono ostacoli", che era anche il titolo provvisorio del pezzo.

## Accoglienza
| Recensione | Giudizio |
| ---------- | -------- |
| IZM        |          |
| The Star   | 7/10     |

Tamar Herman di Billboard ha descritto l'EP come "una doppia esplorazione delle inclinazioni elettro-pop e hip-hop del gruppo", con una prima parte di "tracce dance che enfatizzano le voci" e una seconda parte in cui "il lato hip-hop dell'artista arriva con tutto se stesso... recapitando potenti esibizioni rap". Viri Garcia del The Cornell Daily Sun ha elogiato i BTS per "aver cercato di raggiungere un sound più vicino al pop pur mantenendo i propri sound personali" e per essere riusciti a creare "un capolavoro pieno di emozione e musicalità che non può essere affiancato da nessun artista americano o coreano". Tuttavia, Monique Melendez di Spin ha riassunto il disco come "tematicamente sicuro di sé nelle sue metà separate, ma musicalmente eterogeneo", aggiungendo che il gruppo rifiutava di scendere a compromessi con una direzione musicale specifica. Melendez ha commentato ulteriormente che non reggeva il confronto con altre pubblicazioni passate dei BTS, quali Wings e The Most Beautiful Moment in Life, Pt. 1 e Pt. 2, nelle quali "gli elementi visivi, i testi e i suoni si univano in concept completamente realizzati".
Il brano apripista DNA è stato inserito da Vulture nella lista delle otto migliori nuove canzoni della settimana, descrivendolo come "il sound di una boy band diretto in una nuova direzione volta alla dominazione di un miscuglio di generi“ e un brano che "riclassifica i BTS scrollandosi interamente di dosso un genere". Il critico musicale del The New York Times Jon Caramanica ha scritto che, sebbene la musica dei BTS esibisse spesso "vistosità ed energia a volte maniacale" tipiche del K-pop, Love Yourself: Her aveva un "approccio tranquillo" al genere tramite i brani secondari come Pied Piper, che descrisse come "un lento numero da discoteca enfatico nel suo rilassamento". Caramanica ha messo anche in luce Outro: Her come traccia dal ritmo hip-hop "lussureggiante nella strumentazione, che si muove con uno stile che ricorda la metà degli Anni Novanta". Tamar Herman di Billboard ha lodato i testi di Pied Piper, affermando: "Opinione sulla cultura dilagante e altamente redditizia dei fan del K-pop, Pied Piper è ciò che i BTS fanno meglio: affrontare un problema sociale attraverso la loro musica sbarazzina". Herman l'ha definita "la canzone più sovversiva della carriera dei BTS".

## Tracce
1. Jimin – Intro: Serendipity – 2:19 (Slow Rabbit, Ray Michael Djan Jr, Ashton Foster, Rap Monster, "hitman" bang)
2. DNA – 3:43 (Pdogg, "hitman" bang, Kass, Supreme Boi, Suga, Rap Monster)
3. Best of Me – 3:47 (Andrew Taggart, Pdogg, Ray Michael Djan Jr, Ashton Foster,  Sam Klempner, Rap Monster, "hitman" bang, Suga, J-Hope, Adora)
4. Jin, Jimin, V e Jung Kook – Dimple (보조개?, BojogaeLR) – 3:16 (Matthew Tishler, Allison Kaplan, Rap Monster)
5. Pied Piper – 4:05 (Pdogg, Jinbo, Kass, Rap Monster, Suga, J-Hope, "hitman" bang)
6. Skit: Billboard Music Awards Speech – 1:47
7. Mic Drop – 3:58 (Pdogg, Supreme Boi, "hitman" bang, J-Hope, Rap Monster)
8. Go Go (고민보다 Go?, Gominboda GoLR) – 3:55 (Pdogg, "hitman" bang, Supreme Boi)
9. Rap Monster, Suga e J-Hope – Outro: Her – 3:48 (Suga, Slow Rabbit, Rap Monster, J-Hope)

Tracce fantasma
1. Skit: Hesitation and Fear (Skit: 망설임과 두려움?, Mangseor-imgwa duryeo-umLR) – 8:32 ("hitman" bang, Pdogg)
2. Sea (바다?, BadaLR) – 5:15 (Rap Monster, Slow Rabbit, Suga, J-Hope)

Note:
- Il titolo originale di Dimple è Illegal, scritta da Matthew Tishler e Allison Kaplan, edita da Laundromat Music e Quiet Lion Music con Fujipacific Music Korea Inc. e Ekko Music Rights.

## Formazione
Crediti tratti dalle note di copertina dell'EP e dal database della Korea Music Copyright Association.
Gruppo
- Jin – voce
- Suga – rap, scrittura (tracce 2-3, 5, 9, 11), produzione (traccia 9), tastiera (traccia 9), registrazione (traccia 9)
- J-Hope – rap, gang vocal (tracce 2, 7), scrittura (tracce 3, 5, 7, 9, 11)
- Rap Monster – rap, scrittura (tracce 1-5, 7, 9, 11), gang vocal (tracce 2, 7), registrazione (tracce 5, 9), ritornello (traccia 8), produzione (traccia 11)
- Jimin – voce
- V – voce
- Jung Kook – voce, ritornelli (tracce 2-5, 7-8)

Produzione
- Adora – ritornello (traccia 1), registrazione (traccia 1) , scrittura (traccia 3)
- "Hitman" Bang – scrittura (tracce 1-3, 5, 7-8, 10), produzione (traccia 10)
- Crash Cove – produzione (traccia 4)
- Ray Michael Djan Jr. – scrittura (tracce 1, 3)
- Ashton Foster – scrittura (tracce 1, 3), ritornello (traccia 3)
- Jinbo – scrittura (traccia 5)
- Jaycen Joshua – missaggio (tracce 7-8)
- June – ritornello (traccia 1)
- Jung Jae-pil – chitarra (traccia 2)
- Jung Woo-young – registrazione (tracce 1, 9)
- Allison Kaplan – scrittura (traccia 4)
- Kass – scrittura (tracce 2, 5), ritornello (traccia 2), registrazione (traccia 2), sintetizzatore (traccia 4), produzione aggiuntiva (traccia 4), gang vocal (traccia 7)
- Sam Klempner – scrittura (traccia 3), ritornello (traccia 3), registrazione (traccia 3)
- Kim Seung-hyun – chitarra (traccia 1)
- Lee Joo-young – basso (tracce 2-3, 5, 8-9)
- Lee Shin-sung – ritornello (traccia 2)
- Randy Merrill – mastering
- Ben Milchev – assistenza al missaggio (tracce 7-8)
- Na Jam-soo – talk box (traccia 5)
- David Nakaj – assistenza al missaggio (tracce 7-8)
- Pdogg – programmazione aggiuntiva (traccia 1) , scrittura (tracce 2-3, 5, 7-8, 10), produzione (tracce 2-3, 5-8, 10), tastiera (tracce 2-3, 5, 7-8), sintetizzatore (tracce 2-3, 5, 7-8), gang vocal (tracce 2, 7), arrangiamento rap (tracce 2-3, 7), registrazione (tracce 2-3, 5, 7-8), vocoder (traccia 3), arrangiamento voci (tracce 3, 7-8), missaggio (traccia 6)
- James F. Reynolds – missaggio (traccia 2)
- Shaun – chitarra (tracce 3, 5), registrazione (tracce 3, 5)
- Slow Rabbit – produzione (tracce 1, 9) , scrittura (tracce 1, 9, 11), tastiera (tracce 1, 9), sintetizzatore (tracce 1, 9), arrangiamento voci (tracce 1, 3-5), registrazione (tracce 1, 3-5, 9), arrangiamento rap (tracce 5, 9)
- Supreme Boi – scrittura (tracce 2, 7-8), ritornello (tracce 2, 7), registrazione (tracce 2-3, 5, 7-9), arrangiamento rap (tracce 3, 5, 8-9), gang vocal (traccia 7), arrangiamento voci (tracce 7-8)
- Andrew Taggart – produzione (traccia 3) , scrittura (traccia 3), tastiera (traccia 3), sintetizzatore (traccia 3), chitarra (traccia 3)
- Matthew Tishler – produzione (traccia 4) , scrittura (traccia 4), tastiera (traccia 4), sintetizzatore (traccia 4)
- Yang Ga – missaggio (tracce 1, 4-5, 9)
- Jordan "DJ Swivel" Young – missaggio (traccia 3)

## Successo commerciale
Nel periodo compreso tra il 25 e il 31 agosto 2017, il distributore LOEN Entertainment ha registrato complessivamente 1.051.546 pre-ordini. Love Yourself: Her ha debuttato alla prima posizione della Gaon Album Chart, mentre DNA alla seconda posizione della Gaon Digital Chart, nella cui top 40 sono entrate tutte le tracce del disco. Il vinile, uscito il 7 dicembre 2022, ha venduto 100.000 copie nella sua prima settimana, posizionandosi quinto in classifica.
Secondo la classifica mensile degli album pubblicata dalla Gaon Chart il 14 ottobre, Love Yourself: Her è stato il disco più venduto nel mese di settembre 2017, con 1.203.533 copie. È stato anche il secondo disco più venduto nella storia della classifica, e il primo in sedici anni a superare 1,2 milioni di copie dall'uscita del quarto album dei GOD, Chapter 4, nel novembre 2001. Love Yourself: Her è diventato poi la pubblicazione più venduta del gruppo, superando Wings, oltre al disco più venduto nella storia della Gaon Chart con oltre 1,61 milioni di copie fino a marzo 2018. L'11 gennaio 2018 ha vinto il gran premio ai Golden Disc Award nella categoria Dischi fisici.
L'EP si è classificato settimo nella Billboard 200, diventando il disco K-pop ad aver raggiunto la posizione più alta in classifica di sempre e il più venduto in una settimana, fino all'uscita nel 2018 di un altro disco dei BTS, Love Yourself: Tear. È rimasto nella Billboard 200 per ventisette settimane. Il 7 ottobre 2017, i BTS hanno esordito nella Official Albums Chart alla posizione 14. Dopo aver debuttato alla seconda posizione della giapponese Oricon Albums Chart, è salito in prima posizione durante la seconda settimana.

## Classifiche

### Classifiche settimanali
| Classifica (2017-20) | Posizione massima |
| -------------------- | ----------------- |
| Australia            | 8                 |
| Austria              | 17                |
| Belgio (Fiandre)     | 18                |
| Belgio (Vallonia)    | 51                |
| Canada               | 3                 |
| Corea del Sud        | 1                 |
| Danimarca            | 34                |
| Finlandia            | 11                |
| Francia              | 83                |
| Germania             | 57                |
| Irlanda              | 19                |
| Italia               | 56                |
| Giappone             | 1                 |
| Messico              | 22                |
| Norvegia             | 16                |
| Nuova Zelanda        | 9                 |
| Paesi Bassi          | 19                |
| Regno Unito          | 14                |
| Spagna               | 33                |
| Stati Uniti          | 7                 |
| Svezia               | 13                |
| Svizzera             | 26                |
| Ungheria             | 9                 |

### Classifiche di fine anno
| Classifica (2017)     | Posizione |
| --------------------- | --------- |
| Corea del Sud         | 1         |
| Giappone              | 48        |
| Classifica (2018)     | Posizione |
| Corea del Sud         | 11        |
| Estonia               | 77        |
| Messico               | 59        |
| Stati Uniti d'America | 150       |
| Classifica (2019)     | Posizione |
| Corea del Sud         | 13        |
| Ungheria              | 71        |
| Classifica (2020)     | Posizione |
| Corea del Sud         | 58        |
| Ungheria              | 62        |
| Classifica (2021)     | Posizione |
| Corea del Sud         | 35        |
| Classifica (2022)     | Posizione |
| Corea del Sud         | 51        |

## Riconoscimenti
- Mnet Asian Music Award[80]
  - 2017 – Candidatura Album dell'anno
- Golden Disc Award[45]
  - 2018 – Bonsang - sezione album
  - 2018 – Daesang - sezione album
- Korean Music Award[81]
  - 2018 – Candidatura Miglior album pop
- Red Dot Design Award[82]
  - 2020 – Premio Brand & Communication Design